# فیشتراپ (آلاباما)
فیشتراپ (به انگلیسی: Fishtrap) یک منطقهٔ مسکونی در ایالات متحده آمریکا است که در شهرستان تالادیگا، آلاباما واقع شده‌است. فیشتراپ ۱۴۲٫۹۵ متر بالاتر از سطح دریا قرار دارد.